# أدريان سوار
أدريان كيرزنر شوارتز (بالإسبانية: Adrián Kirzner Schwartz) (من مواليد 25 مارس 1968، كوينز، نيويورك)، المعروف باسم أدريان سوار، هو ممثل ومنتج إعلامي ورجل أعمال أرجنتيني مولود في أمريكا

## حياته سابقة
انتقل مع عائلته إلى الأرجنتين.عندما كان في الثانية من عمره والده ليبيلي شوارتز. في سن الثالثة عشرة من عمره حصل على دوره الأول في حلقة من مسلسل تلفزيوني يسمى غييرمو بريدستون و نورا كاربينا. حصل على أول دور رئيسي له في عام 1982 باسم أدريان في مسلسل تلفزيوني يسمى مشعر، وهو مسلسل مشهور على القناة 13.

## مشواره الفني
بدأ العمل في المسلسل التلفزيوني مشعر في سن ثالثة العاشر من عمره. ثم عمل في برامج تلفزيونية أخرى مثل فرقة الصواريخ الذهبية وغيرها. بالتعاون مع فرناندو بلانكو، أنشأ عام 1994 شركة بلوكا إحدى أهم ثلاث شركات إنتاج تلفزيوني في الأرجنتين.

## الحياة الشخصية
تزوج ثم انفصل عن الممثلة الأرجنتينية أراسيلي غونزاليس وأنجب منها طفلًا اسمه توماس. كان على علاقة مع الممثلة الأرجنتينية غريسيلدا سيسيلياني لمدة ثماني سنوات، وفي 15 يونيو 2012 رزقا بابنة تدعى مارغريتا. استمرت علاقتهما من عام 2008 إلى عام 2016.

## الجوائز
- 2013 جائزة تاتو كأفضل ممثل رئيسي في الكوميديا.[5]
- جوائز Martín Fierro لعام 2013 : أفضل ممثل رئيسي في الكوميديا اليومية (لـ Solamente Vos).[6]

## روابط خارجية
- أدريان سوار على موقع IMDb (الإنجليزية)
- أدريان سوار على موقع ألو سيني (الفرنسية)
- أدريان سوار على موقع أول موفي (الإنجليزية)
- أدريان سوار على موقع قاعدة بيانات الفيلم (الإنجليزية)
- أدريان سوار على موقع كينوبويسك (الروسية)